# Pekan Gunung Meriah
Pekan Gunung Meriah is een bestuurslaag in het regentschap Deli Serdang van de provincie Noord-Sumatra, Indonesië. Pekan Gunung Meriah telt 219 inwoners (volkstelling 2010).